# Prosopeia tabuensis
Prosopeia tabuensis és una espècie d'ocell de la família dels psitàcids que habita zones amb arbres, incloent terres de conreu i ciutats diverses illes de les Fiji.